# Claudio Haas
Claudio Haas (ur. 13 marca 2001) – niemiecki skoczek narciarski, reprezentant klubu SC Schonach. Medalista mistrzostw świata juniorów (2020) oraz mistrzostw kraju.

## Przebieg kariery
W lipcu 2019 zadebiutował w FIS Cupie, zajmując 18. miejsce w zawodach w Szczyrku. W sierpniu 2019 w swoim pierwszym starcie w Letnim Pucharze Kontynentalnym zajął w konkursie we Frenštácie 27. lokatę. Wystartował na Mistrzostwach Świata Juniorów w Narciarstwie Klasycznym 2020, gdzie zajął 24. miejsce indywidualnie oraz zdobył brązowy medal w konkursie drużynowym mężczyzn. W imprezie tej rangi wystąpił również rok później – w konkursie indywidualnym zajął 36. pozycję, a w drużynowym 8. miejsce.
We wrześniu 2021 w Klingenthal zajął 5. miejsce w konkursie Letniego Pucharu Kontynentalnego, a w październiku 2021 na tej samej skoczni wystąpił w Letnim Grand Prix, plasując się na 33. pozycji. W lutym 2022 zwyciężył w konkursie FIS Cupu w Oberhofie. W zawodach FIS po raz ostatni wystąpił w marcu 2022 podczas Pucharu Kontynentalnego w Zakopanem. Po sezonie 2021/2022 zakończył karierę sportową.
Haas jest medalistą mistrzostw Niemiec – w zawodach drużynowych zdobył srebro w 2019, a także brąz w 2020 oraz 2021.

## Mistrzostwa świata juniorów

### Indywidualnie
| 2020 Oberwiesenthal | – | 24. miejsce |
| 2021 Lahti          | – | 36. miejsce |

### Drużynowo
| 2020 Oberwiesenthal | – | brązowy medal |
| 2021 Lahti          | – | 8. miejsce    |

### Starty C. Haasa na mistrzostwach świata juniorów – szczegółowo
| Miejsce | Dzień     | Rok  | Miejscowość    | Skocznia            | Punkt K | HS     | Konkurs  | Skok 1 | Skok 2 | Nota                  | Strata    | Zwycięzca         |
| ------- | --------- | ---- | -------------- | ------------------- | ------- | ------ | -------- | ------ | ------ | --------------------- | --------- | ----------------- |
| 24.     | 5 marca   | 2020 | Oberwiesenthal | Fichtelbergschanzen | K-95    | HS-105 | indywid. | 93,5 m | 92,5 m | 178,5 pkt             | 59,8 pkt  | Peter Resinger    |
| 3.      | 7 marca   | 2020 | Oberwiesenthal | Fichtelbergschanzen | K-95    | HS-105 | druż.    | 84,5 m | 91,0 m | 833,2 pkt (179,4 pkt) | 67,1 pkt  | Słowenia          |
| 36.     | 11 lutego | 2021 | Lahti          | Salpausselkä        | K-90    | HS-100 | indywid. | 80,0 m | –      | 95,9 pkt              | 168,0 pkt | Niklas Bachlinger |
| 8.      | 12 lutego | 2021 | Lahti          | Salpausselkä        | K-90    | HS-100 | druż.    | 85,5 m | 84,5 m | 806,5 pkt (201,9 pkt) | 179,7 pkt | Austria           |

## Letnie Grand Prix

### Miejsca w poszczególnych konkursach indywidualnychLGP
| Źródło | Źródło      | Źródło           | Źródło           | Źródło           | Źródło            | Źródło          | Źródło            | Źródło | Źródło | Źródło | Źródło | Źródło | Źródło | Źródło | Źródło | Źródło | Źródło | Źródło | Źródło | Źródło | Źródło | Źródło | Źródło | Źródło | Źródło | Źródło |
| --- | ----------- | ---------------- | ---------------- | ---------------- | ----------------- | --------------- | ----------------- | ------ | ------ | ------ | ------ | ------ | ------ | ------ | ------ | ------ | ------ | ------ | ------ | ------ | ------ | ------ | ------ | ------ | ------ | ------ |
| 2021 |             |                  |                  |                  |                   |                 |                   |        |        |        |        |        |        |        |        |        |        |        |        |        |        |        |        |        |        |        |
| Wisła HS134 | Wisła HS134 | Courchevel HS135 | Szczuczyńsk HS99 | Szczuczyńsk HS99 | Czajkowskij HS140 | Hinzenbach HS90 | Klingenthal HS140 | punkty |        |        |        |        |        |        |        |        |        |        |        |        |        |        |        |        |        |        |
| - | -           | -                | -                | -                | -                 | -               | 33                | 0      |        |        |        |        |        |        |        |        |        |        |        |        |        |        |        |        |        |        |
| Legenda |             |                  |                  |                  |                   |                 |                   |        |        |        |        |        |        |        |        |        |        |        |        |        |        |        |        |        |        |        |
| 1 2 3 4-10 11-30 poniżej 30 dq – dyskwalifikacja q – zawodnik nie zakwalifikował się - – zawodnik nie wystartował |             |                  |                  |                  |                   |                 |                   |        |        |        |        |        |        |        |        |        |        |        |        |        |        |        |        |        |        |        |

## Puchar Kontynentalny

### Miejsca w klasyfikacji generalnej
| Sezon     | Miejsce |
| --------- | ------- |
| 2020/2021 | 85.     |
| 2021/2022 | 89.     |

### Miejsca w poszczególnych konkursachPucharu Kontynentalnego
| Źródło                                                                        | Źródło            | Źródło          | Źródło          | Źródło          | Źródło          | Źródło          | Źródło          | Źródło           | Źródło           | Źródło          | Źródło            | Źródło              | Źródło              | Źródło              | Źródło           | Źródło           | Źródło            | Źródło            | Źródło        | Źródło        | Źródło      | Źródło      | Źródło         | Źródło         | Źródło         | Źródło | Źródło | Źródło | Źródło | Źródło | Źródło | Źródło | Źródło | Źródło | Źródło | Źródło | Źródło | Źródło | Źródło | Źródło | Źródło | Źródło | Źródło | Źródło | Źródło | Źródło | Źródło | Źródło | Źródło | Źródło | Źródło | Źródło | Źródło | Źródło | Źródło | Źródło | Źródło | Źródło | Źródło |
| ----------------------------------------------------------------------------- | ----------------- | --------------- | --------------- | --------------- | --------------- | --------------- | --------------- | ---------------- | ---------------- | --------------- | ----------------- | ------------------- | ------------------- | ------------------- | ---------------- | ---------------- | ----------------- | ----------------- | ------------- | ------------- | ----------- | ----------- | -------------- | -------------- | -------------- | ------ | ------ | ------ | ------ | ------ | ------ | ------ | ------ | ------ | ------ | ------ | ------ | ------ | ------ | ------ | ------ | ------ | ------ | ------ | ------ | ------ | ------ | ------ | ------ | ------ | ------ | ------ | ------ | ------ | ------ | ------ | ------ | ------ | ------ |
| Sezon 2020/2021                                                               |                   |                 |                 |                 |                 |                 |                 |                  |                  |                 |                   |                     |                     |                     |                  |                  |                   |                   |               |               |             |             |                |                |                |        |        |        |        |        |        |        |        |        |        |        |        |        |        |        |        |        |        |        |        |        |        |        |        |        |        |        |        |        |        |        |        |        |        |
| Ruka HS142                                                                    | Ruka HS142        | Ruka HS142      | Engelberg HS140 | Engelberg HS140 | Innsbruck HS128 | Innsbruck HS128 | Willingen HS147 | Willingen HS147  | Willingen HS147  | Willingen HS147 | Klingenthal HS140 | Klingenthal HS140   | Brotterode HS117    | Brotterode HS117    | Zakopane HS140   | Zakopane HS140   | Czajkowskij HS140 | Czajkowskij HS140 | punkty        | punkty        | punkty      | punkty      | punkty         | punkty         | punkty         | punkty | punkty | punkty | punkty | punkty | punkty | punkty | punkty | punkty | punkty | punkty | punkty | punkty | punkty | punkty | punkty | punkty | punkty | punkty | punkty | punkty | punkty | punkty | punkty | punkty | punkty | punkty | punkty | punkty | punkty | punkty | punkty | punkty |        |
| -                                                                             | -                 | -               | 23              | 30              | -               | -               | -               | -                | -                | -               | -                 | -                   | -                   | -                   | -                | -                | -                 | -                 | 9             | 9             | 9           | 9           | 9              | 9              | 9              | 9      | 9      | 9      | 9      | 9      | 9      | 9      | 9      | 9      | 9      | 9      | 9      | 9      | 9      | 9      | 9      | 9      | 9      | 9      | 9      | 9      | 9      | 9      | 9      | 9      | 9      | 9      | 9      | 9      | 9      | 9      | 9      | 9      |        |
| Sezon 2021/2022                                                               |                   |                 |                 |                 |                 |                 |                 |                  |                  |                 |                   |                     |                     |                     |                  |                  |                   |                   |               |               |             |             |                |                |                |        |        |        |        |        |        |        |        |        |        |        |        |        |        |        |        |        |        |        |        |        |        |        |        |        |        |        |        |        |        |        |        |        |        |
| Zhangjiakou HS140                                                             | Zhangjiakou HS140 | Vikersund HS117 | Vikersund HS117 | Ruka HS142      | Ruka HS142      | Engelberg HS140 | Engelberg HS140 | Oberstdorf HS137 | Oberstdorf HS137 | Innsbruck HS128 | Innsbruck HS128   | Iron Mountain HS133 | Iron Mountain HS133 | Iron Mountain HS133 | Brotterode HS117 | Brotterode HS117 | Rena HS139        | Rena HS139        | Planica HS138 | Planica HS138 | Lahti HS130 | Lahti HS130 | Zakopane HS140 | Zakopane HS140 | Zakopane HS140 | punkty |        |        |        |        |        |        |        |        |        |        |        |        |        |        |        |        |        |        |        |        |        |        |        |        |        |        |        |        |        |        |        |        |        |
| -                                                                             | -                 | -               | -               | -               | -               | -               | -               | 27               | 27               | 32              | 32                | -                   | -                   | -                   | -                | -                | -                 | -                 | -             | -             | 25          | 31          | 34             | 27             | 37             | 18     |        |        |        |        |        |        |        |        |        |        |        |        |        |        |        |        |        |        |        |        |        |        |        |        |        |        |        |        |        |        |        |        |        |
| Legenda                                                                       |                   |                 |                 |                 |                 |                 |                 |                  |                  |                 |                   |                     |                     |                     |                  |                  |                   |                   |               |               |             |             |                |                |                |        |        |        |        |        |        |        |        |        |        |        |        |        |        |        |        |        |        |        |        |        |        |        |        |        |        |        |        |        |        |        |        |        |        |
| 1 2 3 4-10 11-30 poniżej 30 dq – dyskwalifikacja - – zawodnik nie wystartował |                   |                 |                 |                 |                 |                 |                 |                  |                  |                 |                   |                     |                     |                     |                  |                  |                   |                   |               |               |             |             |                |                |                |        |        |        |        |        |        |        |        |        |        |        |        |        |        |        |        |        |        |        |        |        |        |        |        |        |        |        |        |        |        |        |        |        |        |

## Letni Puchar Kontynentalny

### Miejsca w klasyfikacji generalnej
| Sezon | Miejsce |
| ----- | ------- |
| 2019  | 110.    |
| 2021  | 34.     |

### Miejsca w poszczególnych konkursachLetniego Pucharu Kontynentalnego
| Źródło                                                                        | Źródło       | Źródło            | Źródło            | Źródło      | Źródło      | Źródło              | Źródło              | Źródło      | Źródło      | Źródło            | Źródło            | Źródło      | Źródło      | Źródło            | Źródło            | Źródło | Źródło | Źródło | Źródło | Źródło | Źródło | Źródło | Źródło | Źródło | Źródło | Źródło |
| ----------------------------------------------------------------------------- | ------------ | ----------------- | ----------------- | ----------- | ----------- | ------------------- | ------------------- | ----------- | ----------- | ----------------- | ----------------- | ----------- | ----------- | ----------------- | ----------------- | ------ | ------ | ------ | ------ | ------ | ------ | ------ | ------ | ------ | ------ | ------ |
| 2019                                                                          |              |                   |                   |             |             |                     |                     |             |             |                   |                   |             |             |                   |                   |        |        |        |        |        |        |        |        |        |        |        |
| Kranj HS109                                                                   | Kranj HS109  | Szczuczyńsk HS140 | Szczuczyńsk HS140 | Wisła HS134 | Wisła HS134 | Frenštát HS106      | Frenštát HS106      | Râșnov HS97 | Râșnov HS97 | Lillehammer HS140 | Lillehammer HS140 | Stams HS115 | Stams HS115 | Klingenthal HS140 | Klingenthal HS140 | punkty |        |        |        |        |        |        |        |        |        |        |
| -                                                                             | -            | -                 | -                 | -           | -           | 27                  | 32                  | -           | -           | -                 | -                 | -           | -           | 27                | 57                | 8      |        |        |        |        |        |        |        |        |        |        |
| 2021                                                                          |              |                   |                   |             |             |                     |                     |             |             |                   |                   |             |             |                   |                   |        |        |        |        |        |        |        |        |        |        |        |
| Kuopio HS127                                                                  | Kuopio HS127 | Frenštát HS106    | Frenštát HS106    | Râșnov HS97 | Râșnov HS97 | Bischofshofen HS142 | Bischofshofen HS142 | Oslo HS106  | Oslo HS106  | Klingenthal HS140 | Klingenthal HS140 | punkty      | punkty      | punkty            | punkty            | punkty | punkty | punkty | punkty | punkty |        |        |        |        |        |        |
| -                                                                             | -            | -                 | -                 | 20          | 14          | 25                  | 19                  | 33          | 38          | 40                | 5                 | 92          | 92          | 92                | 92                | 92     | 92     | 92     | 92     | 92     |        |        |        |        |        |        |
| Legenda                                                                       |              |                   |                   |             |             |                     |                     |             |             |                   |                   |             |             |                   |                   |        |        |        |        |        |        |        |        |        |        |        |
| 1 2 3 4-10 11-30 poniżej 30 dq – dyskwalifikacja - − zawodnik nie wystartował |              |                   |                   |             |             |                     |                     |             |             |                   |                   |             |             |                   |                   |        |        |        |        |        |        |        |        |        |        |        |

## FIS Cup

### Miejsca w klasyfikacji generalnej
| Sezon     | Miejsce |
| --------- | ------- |
| 2019/2020 | 98.     |
| 2020/2021 | 17.     |
| 2021/2022 | 21.     |

### Zwycięstwa w konkursach indywidualnych FIS Cupu chronologicznie
| Nr | Dzień     | Rok  | Miejscowość | Skocznia      | Punkt K | HS     | Skok 1 | Skok 2 | Nota      |
| -- | --------- | ---- | ----------- | ------------- | ------- | ------ | ------ | ------ | --------- |
| 1. | 26 lutego | 2022 | Oberhof     | Kanzlersgrund | K-90    | HS-100 | 99,5 m | 94,5 m | 253,4 pkt |

### Miejsca na podium w konkursach indywidualnych FIS Cupu chronologicznie
| Nr | Dzień     | Rok  | Miejscowość | Skocznia      | Punkt K | HS     | Skok 1 | Skok 2 | Nota      | Lok. | Strata | Zwycięzca |
| -- | --------- | ---- | ----------- | ------------- | ------- | ------ | ------ | ------ | --------- | ---- | ------ | --------- |
| 1. | 26 lutego | 2022 | Oberhof     | Kanzlersgrund | K-90    | HS-100 | 99,5 m | 94,5 m | 253,4 pkt | 1.   | –      | –         |

### Miejsca w poszczególnych konkursachFIS Cupu
| Źródło                                                                        | Źródło        | Źródło           | Źródło           | Źródło           | Źródło           | Źródło           | Źródło           | Źródło       | Źródło       | Źródło       | Źródło       | Źródło        | Źródło        | Źródło               | Źródło               | Źródło         | Źródło         | Źródło         | Źródło         | Źródło       | Źródło        | Źródło        | Źródło | Źródło | Źródło | Źródło | Źródło | Źródło | Źródło | Źródło | Źródło | Źródło | Źródło | Źródło | Źródło | Źródło | Źródło | Źródło | Źródło |        |
| ----------------------------------------------------------------------------- | ------------- | ---------------- | ---------------- | ---------------- | ---------------- | ---------------- | ---------------- | ------------ | ------------ | ------------ | ------------ | ------------- | ------------- | -------------------- | -------------------- | -------------- | -------------- | -------------- | -------------- | ------------ | ------------- | ------------- | ------ | ------ | ------ | ------ | ------ | ------ | ------ | ------ | ------ | ------ | ------ | ------ | ------ | ------ | ------ | ------ | ------ | ------ |
| Sezon 2019/2020                                                               |               |                  |                  |                  |                  |                  |                  |              |              |              |              |               |               |                      |                      |                |                |                |                |              |               |               |        |        |        |        |        |        |        |        |        |        |        |        |        |        |        |        |        |        |
| Szczyrk HS104                                                                 | Szczyrk HS104 | Szczuczyńsk HS99 | Szczuczyńsk HS99 | Ljubno HS94      | Ljubno HS94      | Pjongczang HS109 | Pjongczang HS109 | Râșnov HS97  | Râșnov HS97  | Villach HS98 | Villach HS98 | Notodden HS98 | Notodden HS98 | Oberwiesenthal HS105 | Oberwiesenthal HS105 | Zakopane HS140 | Zakopane HS140 | Rastbüchl HS78 | Rastbüchl HS78 | Villach HS98 | Villach HS98  | punkty        | punkty | punkty | punkty | punkty | punkty | punkty | punkty | punkty | punkty | punkty | punkty | punkty | punkty | punkty | punkty | punkty | punkty | punkty |
| 18                                                                            | 21            | -                | -                | -                | -                | -                | -                | -            | -            | -            | -            | -             | -             | -                    | -                    | -              | -              | 32             | 29             | 33           | 18            | 38            | 38     | 38     | 38     | 38     | 38     | 38     | 38     | 38     | 38     | 38     | 38     | 38     | 38     | 38     | 38     | 38     | 38     | 38     |
| Sezon 2020/2021                                                               |               |                  |                  |                  |                  |                  |                  |              |              |              |              |               |               |                      |                      |                |                |                |                |              |               |               |        |        |        |        |        |        |        |        |        |        |        |        |        |        |        |        |        |        |
| Râșnov HS97                                                                   | Râșnov HS97   | Kandersteg HS106 | Kandersteg HS106 | Zakopane HS140   | Zakopane HS140   | Szczyrk HS104    | Szczyrk HS104    | Lahti HS100  | Lahti HS100  | Villach HS98 | Villach HS98 | Oberhof HS100 | Oberhof HS100 | punkty               | punkty               | punkty         | punkty         | punkty         | punkty         | punkty       | punkty        | punkty        | punkty | punkty | punkty | punkty | punkty | punkty | punkty | punkty | punkty | punkty |        |        |        |        |        |        |        |        |
| -                                                                             | -             | 7                | 12               | 40               | 28               | -                | -                | 39           | 24           | 12           | 6            | 12            | 22            | 161                  | 161                  | 161            | 161            | 161            | 161            | 161          | 161           | 161           | 161    | 161    | 161    | 161    | 161    | 161    | 161    | 161    | 161    | 161    |        |        |        |        |        |        |        |        |
| Sezon 2021/2022                                                               |               |                  |                  |                  |                  |                  |                  |              |              |              |              |               |               |                      |                      |                |                |                |                |              |               |               |        |        |        |        |        |        |        |        |        |        |        |        |        |        |        |        |        |        |
| Otepää HS97                                                                   | Otepää HS97   | Kuopio HS100     | Kuopio HS127     | Einsiedeln HS117 | Einsiedeln HS117 | Ljubno HS94      | Ljubno HS94      | Villach HS98 | Villach HS98 | Lahti HS100  | Lahti HS100  | Falun HS100   | Falun HS100   | Kandersteg HS106     | Kandersteg HS106     | Notodden HS98  | Notodden HS98  | Zakopane HS105 | Villach HS98   | Villach HS98 | Oberhof HS100 | Oberhof HS100 | punkty |        |        |        |        |        |        |        |        |        |        |        |        |        |        |        |        |        |
| -                                                                             | -             | -                | -                | -                | -                | -                | -                | -            | -            | -            | -            | -             | -             | 18                   | 11                   | 15             | 21             | -              | 9              | 13           | 1             | 9             | 241    |        |        |        |        |        |        |        |        |        |        |        |        |        |        |        |        |        |
| Legenda                                                                       |               |                  |                  |                  |                  |                  |                  |              |              |              |              |               |               |                      |                      |                |                |                |                |              |               |               |        |        |        |        |        |        |        |        |        |        |        |        |        |        |        |        |        |        |
| 1 2 3 4-10 11-30 poniżej 30 dq – dyskwalifikacja - − zawodnik nie wystartował |               |                  |                  |                  |                  |                  |                  |              |              |              |              |               |               |                      |                      |                |                |                |                |              |               |               |        |        |        |        |        |        |        |        |        |        |        |        |        |        |        |        |        |        |